# Caducifer
Caducifer là một chi ốc biển, là động vật thân mềm chân bụng sống ở biển trong họ Prodotiidae.

## Các loài
Các loài trong chi Caducifer gồm có:
- Caducifer camelopardalus Watters, 2009[2]
- Caducifer concinnus (Reeve, 1844)
- Caducifer decapitatus (Reeve, 1844)
- Caducifer englerti (Hertlein, 1960)
- Caducifer truncatus (Hinds, 1844)[3]

Đồng nghĩa
- Caducifer atlanticus Coelho, Matthews & Cardosa, 1970: synonym of Monostiolum atlanticum (Coelho, Matthews & Cardoso, 1970)
- Caducifer cinis (Reeve, 1846): synonym of Engina cinis (Reeve, 1846)
- Caducifer crebristriatus (Carpenter, 1856): synonym of Monostiolum crebristriatus (Carpenter, 1856)
- Caducifer nebulosus (Gould, 1860): synonym of Zafrona isomella (Duclos, 1840)
- Caducifer nigricostatus (Reeve, 1846): synonym of Monostiolum nigricostatum (Reeve, 1846)
- Caducifer truncata [sic]: synonym of Caducifer truncatus (Hinds, 1844)
- Caducifer weberi Watters, 1983: synonym of Bailya weberi (Watters, 1983) (original combination)